# Bazary Zamkowe w Bielsku-Białej
Bazary Zamkowe (zwane też Wysokim Trotuarem i Podzamczem) – zespół budynków istniejący w latach 1899–1974 w Bielsku-Białej przy ul. Zamkowej i pl. Bolesława Chrobrego, bezpośrednio przylegający do zamku książąt Sułkowskich od strony wschodniej i północnej.

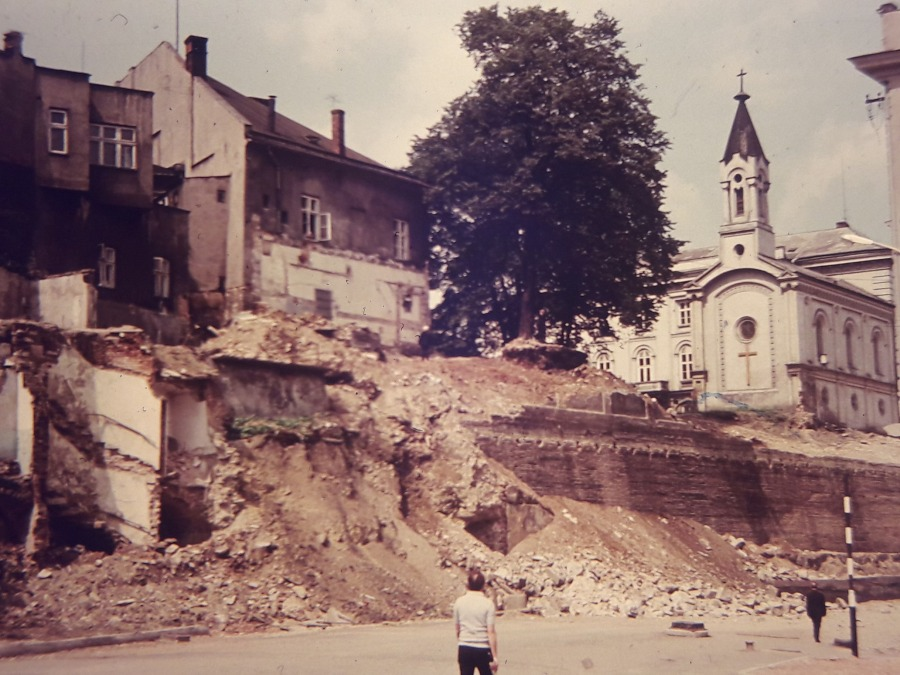
Wyburzanie Bazarów Zamkowych w 1974

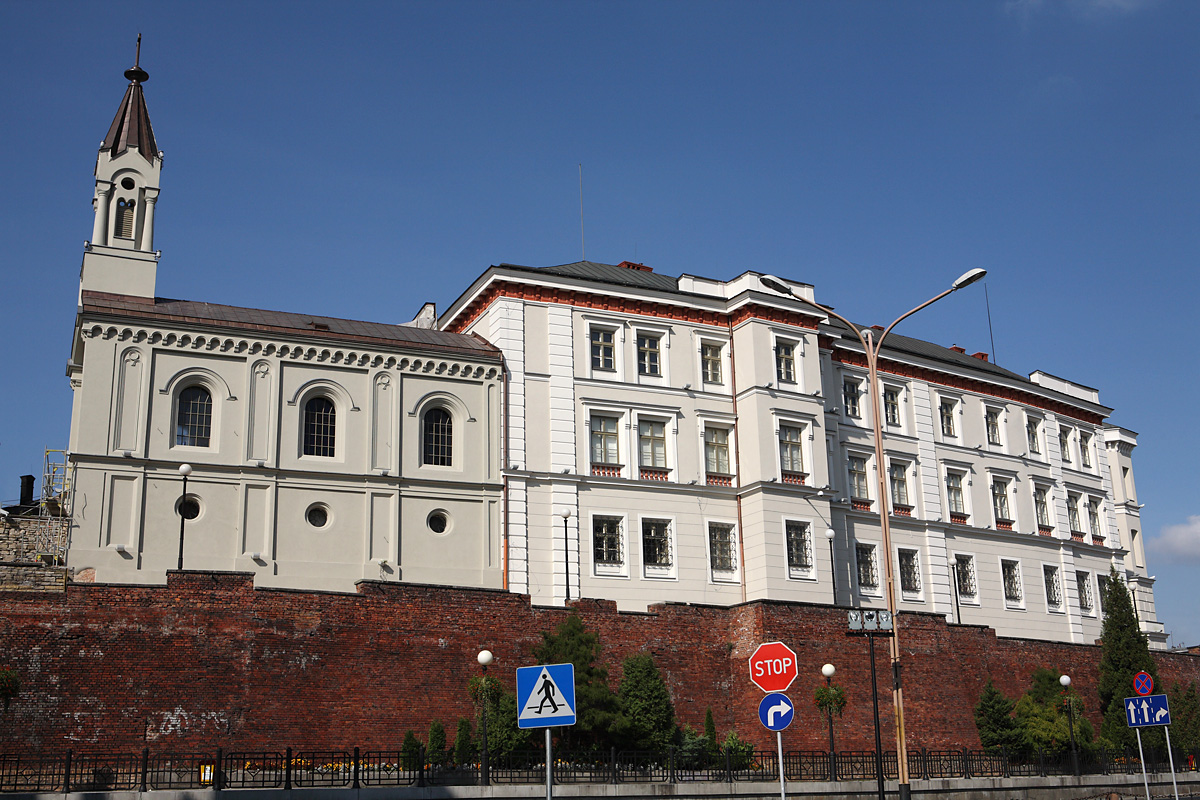
Współczesny widok na Zamek Sułkowskich od strony ul. Zamkowej

Bazary Zamkowe zbudowano w latach 1898–1899, rozbierając jednocześnie istniejącą od 1521 zewnętrzną linię obwarowań miejskich, otaczającą zamek od wschodu i północy. Składały się z dwóch, różnych pod względem architektonicznym, pierzei. Od strony ul. Zamkowej miały formę masywnych, arkadowo zamkniętych otworów wejściowych, natomiast od pl. Chrobrego – typowych jednopiętrowych kamienic. Tworzyły podbudowę architektoniczną dla eklektycznej bryły zamku.
Dachy budynków od strony ul. Zamkowej tworzyły taras, na którym założono ogród zamkowy inspirowany „wiszącymi ogrodami”.
Przez cały okres swego istnienia pełniły funkcję (pierwszego w mieście) pasażu handlowego. Na piętrze kamienic przy pl. Chrobrego znajdowały się mieszkania.
Bazary Zamkowe wyburzono w 1974 podczas poszerzania ul. Zamkowej, która miała stać się częścią przelotowej drogi do Szczyrku. Była to dość kontrowersyjna decyzja ówczesnych władz miejskich z prezydentem Antonim Kobielą na czele i przez wielu jest uważana za przykład niepotrzebnego zniszczenia zabytkowej tkanki miejskiej. W wyniku wyburzenia odsłonięto ceglany mur oporowy powstały pod koniec XIX wieku po rozbiórce murów miejskich.
Obecnie pojawiają się różne koncepcje całkowitej bądź częściowej odbudowy podzamcza, jednak żadna z nich nie jest poważnie brana pod uwagę przez władze miejskie jako możliwa do zrealizowania.